# Jordi Gené
Jordi Gené Guerrero (Sabadell, Barcelona; 5 de diciembre de 1970) es un piloto español de automovilismo que ha competido en multitud de categorías de circuitos desde los años ochenta. Actualmente es embajador de la marca CUPRA y ejerce como manager de su hijo, también piloto, Eric Gené. Jordi es el hermano mayor del ex-piloto de Fórmula 1 y ganador de las 24 Horas de Le Mans Marc Gené.

## Trayectoria

### Inicios
Después de ganar el Campeonato de España de Karting en 1986, Gené se pasó a los monoplazas, donde se volvió competitivo al instante, ganando con tan sólo 15 años el campeonato nacional de Fórmula Fiat Uno en 1987 y el Campeonato de España de Fórmula Ford al año siguiente.
Teniendo claro que para mejorar al máximo debía salir de España, en 1989 siendo Gené aún menor de edad, emigró a Inglaterra donde participó en el Campeonato Británico de Fórmula Ford, participando también en el Festival de Fórmula Ford, donde obtuvo el 4º lugar. Pasó al Campeonato Británico de Fórmula 3 donde estuvo dos años ocupando el cuarto lugar en 1991 con West Surrey Racing, conduciendo un Ralt-Honda. También asistió al Marlboro Masters en Zandvoort, donde perdió la carrera ante David Coulthard, y participó en las tradicionales carreras de fin de temporada en Asia, el Gran Premio de Macao y el Superprix de Fuji, ganando este último.

### Fórmula 3000 y Fórmula 1
Gracias al patrocinio de Marlboro, Gené encontró un asiento en la Fórmula 3000 en 1992, junto con Laurent Aïello para Pacific Racing. Sorprendiendo a todos Gené ganó la primera ronda disputada en el Circuito de Silverstone y terminó quinto en el Campeonato con su Reynard-Mugen tras lograr dos podios más. El año siguiente Gené fue el piloto elegido por Adrián Campos para su escudería Bravo F1, pero finalmente no pudo participar en el campeonato por los graves problemas que sufría el equipo (solamente contaban con tres mecánicos, no tenían recursos económicos, etc.). La FIA declaró ilegal el monoplaza y Gené se quedó a las puertas de competir en una carrera de la máxima categoría del automovilismo, cosa que si lograría su hermano años más tarde.
Repitió en F3000, esta vez con TWR Jr., pero no logró sumar ni un solo punto. Sin embargo, la conexión con Walkinshaw lo llevó a un contrato de piloto de pruebas con el equipo Benetton en 1994, junto con su tercer año en F3000, esta vez con Nordic Racing y un chasis Lola, aunque sólo disputó las tres primeras rondas.

### CET, camiones y GTs
Tras abandonar sus sueños de pilotar en la Fórmula 1, Gené regresó a España y se unió al Campeonato de España de Turismos. En 1995, se convirtió en piloto oficial de Opel y condujo un Opel Vectra para conseguir el segundo lugar en el campeonato, la temporada siguiente fichó por Audi y ello le dio el título, tras dominar la temporada por delante de pilotos como Pedro Chaves o Luis Pérez-Sala
La carrera de Gené tomó un rumbo completamente diferente en 1998, cuando aceptó la invitación de Manuel Santos Marcos para conducir el Cepsa MAN en la Copa de Europa de Carreras de Camiones. Sin embargo, a pesar de pasar dos años en carreras de camiones, no logró resultados notables y volvió a los automóviles a tiempo completo en 2000.
Gené participó en las 24 Horas de Le Mans en el 2000, compitiendo en la categoría LMP675 con un Reynard con motor Volkswagen para el equipo ROC de Noel Del Bello, y también participó en el Campeonato de España de GT en un Porsche. En 2001, Gené permaneció con ROC y llevó el Reynard-VW a una victoria en su clase en Le Mans junto a Jean-Denis Délétraz y Pascal Fabre, logrando el quinto lugar en la general. El Reynard-VW del equipo también participó en la European Le Mans Series, ganando la mayoría de los 500 km en la clase LMP675.

### ETCC y WTCC

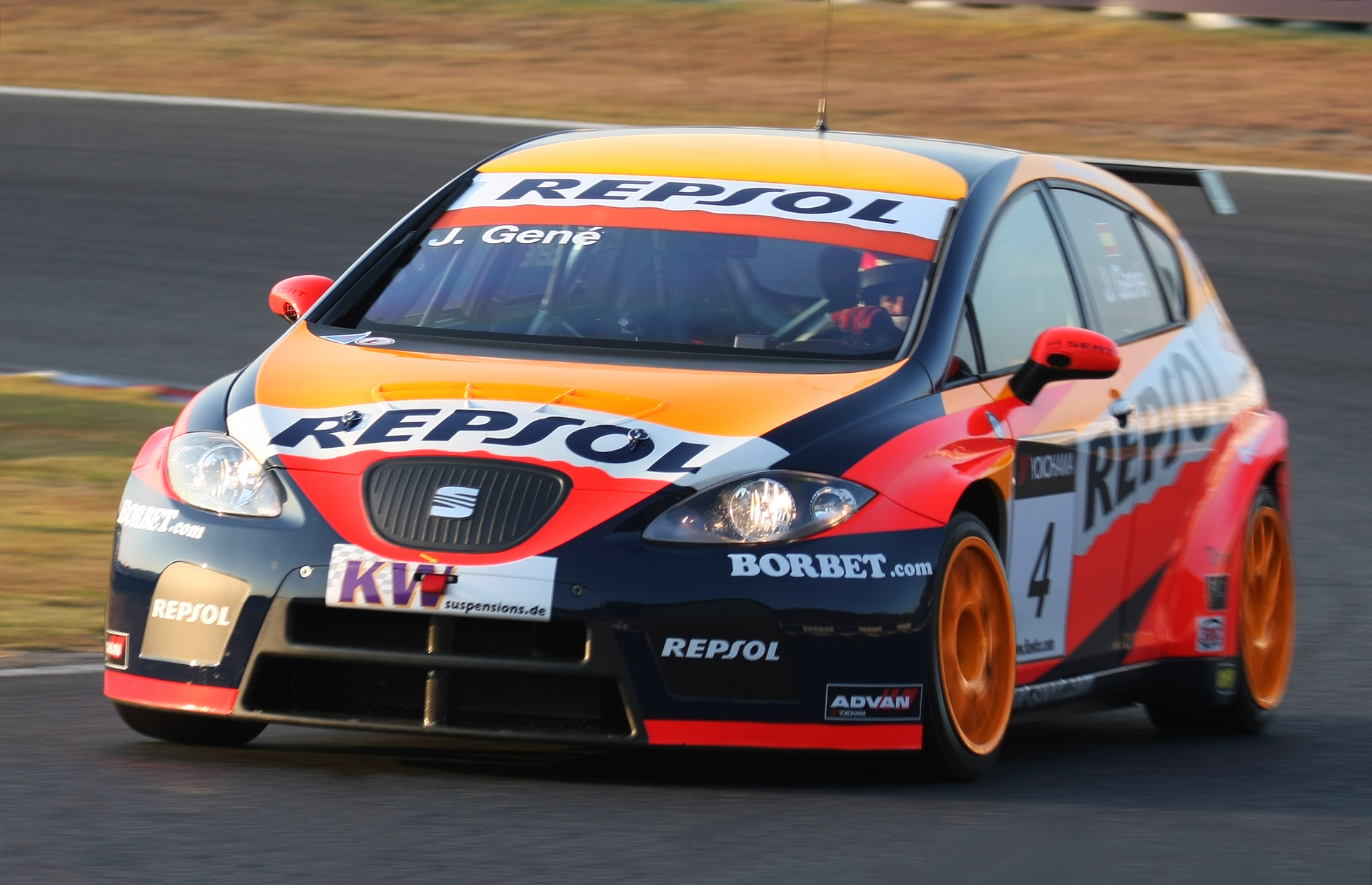
Jordi Gené en 2009.

2002 lo llevó a unirse al equipo BMW Italia-España de Roberto Ravaglia, conduciendo un BMW 320i en el Campeonato Europeo de Turismos y terminando octavo en la general, pero aunque el BMW era uno de los dos coches más competitivos en el campo, Gené dejó el equipo a finales de año para sumarse al nuevo ataque de SEAT a las ETCC a partir de 2003.
Después de una primera temporada decepcionante (puesto 17 en la general), la suerte del piloto español (y del equipo) mejoró en 2004, donde Gené terminó en el podio dos veces, llevando al Toledo al octavo lugar en la general de la serie.
En 2005, Gené corrió para SEAT en el Campeonato del Mundo de Turismos, inicialmente con el SEAT Toledo, y logró una victoria hacia el final de la temporada con el nuevo SEAT León. Terminó 11.º en el campeonato. Gené permaneció en SEAT Sport hasta 2009 como parte de su alineación de pilotos oficiales, tras haber finalizado undécimo en su debut y ser décimo en 2006 y 2007, Jordi acabó octavo en las dos temporadas siguientes. Tras la retirada del equipo oficial de SEAT, en enero de 2010 se confirmó que formaría pareja con Gabriele Tarquini, Tiago Monteiro y Tom Coronel en el equipo SR-Sport apoyado por SEAT, dirigido por SUNRED Engineering. Finalizó duodécimo tras no participar en las últimas dos rondas.

### Vuelta intermitente a los turismos

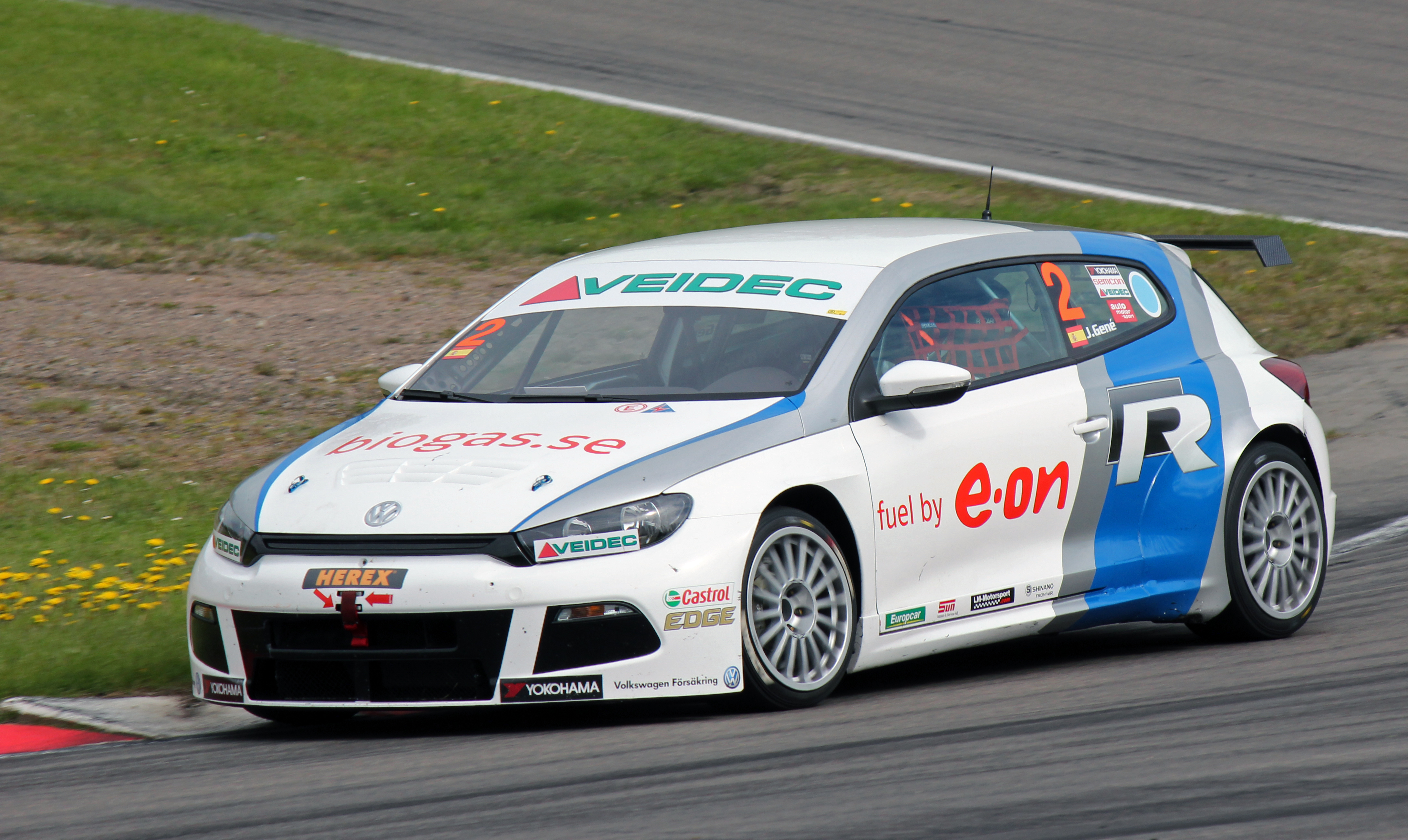
Jordi Gené en la ronda de Knutstorp del STCC. (2012)

Gené se pasó al Campeonato Escandinavo de Turismos en 2012, conduciendo un Volkswagen Scirocco para Volkswagen Team Biogas.  Su mejor resultado fue un segundo lugar en el aeropuerto de Åre Östersund, terminó séptimo en el campeonato de pilotos mientras que su compañero de equipo Johan Kristoffersson ganó el campeonato. 
En 2015 se incorporó a la TCR International Series, donde compitió a los mandos de un SEAT León del equipo Craft-Bamboo quedando tercero en la clasificación final con tres victorias más para su palmarés.
En 2021, volvió a la competición tras seis años de poca actividad, pilotando un Cupra León TCR del equipo Zengő Motorsport en la Copa Mundial de Turismos. Entre sus compañeros, se encontraba su compatriota Mikel Azcona. Tras una temporada muy pobre en cuanto a resultados, finalizó decimonoveno con sólo 10 puntos. Esa temporada también participa en el FIA ETCR donde queda cuarto con su CUPRA eléctrico, repite en 2022 quedando noveno en la general aunque logrando un podio en la ronda de casa.

## Resumen de trayectoria
| Temporada    | Series                                      | Escudería                    | Carreras | Victorias | Poles | VR | Podios | Puntos   | Pos.     |
| ------------ | ------------------------------------------- | ---------------------------- | -------- | --------- | ----- | -- | ------ | -------- | -------- |
| 1987         | Fórmula Fiat Uno                            | ?                            | ?        | ?         | ?     | ?  | ?      | ?        | 1.º      |
| 1988         | Fórmula Ford 1600 Española                  | Van Diemen Castrol           | ?        | 4         | ?     | ?  | ?      | 100      | 1.º      |
| 1988         | Fórmula Ford Festival                       | Van Diemen Castrol           |          |           |       |    |        |          | 5.º      |
| 1989         | Fórmula Ford Británica                      | Minister Racing for Spain    | ?        | ?         | ?     | ?  | ?      | ?        | 5.º      |
| 1989         | Fórmula Ford Festival                       | Minister Racing for Spain    |          |           |       |    |        |          | 4.º      |
| 1989         | Cellnet Superprix                           | Minister Racing for Spain    |          |           |       |    |        |          | 15.º     |
| 1990         | F3 Británica                                | TechSpeed Motorsport         | 17       | 0         | 0     | 0  | 0      | 1        | 15.º     |
| 1991         | F3 Británica                                | West Surrey Racing           | 16       | 0         | 0     | 2  | 7      | 50       | 4.º      |
| 1991         | Gran Premio de Macao                        | West Surrey Racing           |          |           |       |    |        |          | 2.º      |
| 1991         | Masters de Fórmula 3                        | West Surrey Racing           |          |           |       |    |        |          | 2.º      |
| 1991         | Copa de Fórmula 3 de Fuji                   | West Surrey Racing           |          |           |       |    |        |          | 1.º      |
| 1992         | Fórmula 3000                                | Pacific Racing               | 10       | 1         | 1     | 0  | 3      | 21       | 5.º      |
| 1992         | Gran Premio de Macao                        | Casio West Surrey Racing     |          |           |       |    |        |          | NF       |
| 1993         | Fórmula 3000                                | Tom Walkinshaw Racing        | 6        | 0         | 0     | 0  | 0      | 0        | NC       |
| 1993         | Copa Porsche 968 CS                         | ?                            | ?        | 1         | ?     | ?  | ?      | ?        | ?        |
| 1994         | Fórmula 3000                                | Nordic Racing                | 3        | 0         | 0     | 0  | 0      | 3        | 12.º     |
| 1994         | Campeonato de España de Turismos            | Seat France Racing           | 2        | 0         | 0     | 0  | 0      | Invitado | Invitado |
| 1995         | Campeonato de España de Turismos            | Opel Team Ibérico            | 20       | 1         | 2     | 3  | 13     | 210      | 2.º      |
| 1996         | Campeonato de España de Turismos            | Audi Racing Team Espaňa      | 16       | 5         | 2     | 5  | 10     | 213      | 1.º      |
| 1998         | Copa de Europa de Carreras de SuperCamiones | Mercedes                     | ?        | ?         | ?     | ?  | ?      | ?        | ?        |
| 1999         | Copa de Europa de Carreras de SuperCamiones | CEPSA MAN                    | 11       | 0         | ?     | ?  | ?      | 155      | 9.º      |
| 1999         | Lamborghini Diablo Trophy                   | ?                            | ?        | ?         | ?     | ?  | ?      | ?        | ?        |
| 1999         | 24 Horas de Barcelona - Grupo A7            | Escudería GMR                |          |           |       |    |        |          | 5.º      |
| 2000         | Campeonato de España de GT - GTB            | Superwagen                   | ?        | ?         | ?     | ?  | ?      | 32       | 6.º      |
| 2000         | 24 Horas de Le Mans - LMP675                | Racing Organisation Course   |          |           |       |    |        |          | NF       |
| 2000         | 1000km de Nürburgring - LMP                 | Racing Organisation Course   |          |           |       |    |        |          | 8.º      |
| 2000         | 24 Horas de Barcelona                       | Superwagen Philips           |          |           |       |    |        |          | 1.º      |
| 2001         | 24 Horas de Le Mans - LMP675                | ROC Auto                     |          |           |       |    |        |          | 1.º      |
| 2001         | European Le Mans Series - LMP675            | ROC Auto                     | 2        | 1         | 1     | 1  | 1      | 44       | 4.º      |
| 2001         | 24 Horas de Barcelona                       | RACC                         |          |           |       |    |        |          | 1.º      |
| 2002         | 24 Horas de Le Mans - LMP675                | ROC Auto                     |          |           |       |    |        |          | NF       |
| 2002         | ETCC                                        | Ravaglia Motorsport          | 19       | 0         | 0     | 0  | 1      | 12       | 8.º      |
| 2002         | Campeonato de España de GT - GTB            | Ferrari                      | ?        | 1         | ?     | ?  | 2      | 34       | 9.º      |
| 2003         | ETCC                                        | SEAT Sport                   | 19       | 0         | 0     | 0  | 0      | 4        | 17.º     |
| 2003         | Campeonato de España de GT - GTA            | Darro Motor Racing           | ?        | ?         | ?     | ?  | ?      | 62       | 3.º      |
| 2004         | ETCC                                        | SEAT Sport                   | 19       | 0         | 1     | 1  | 2      | 39       | 8.º      |
| 2004         | Campeonato de España de GT - GTA            | Darro Motor Racing           | ?        | ?         | ?     | ?  | ?      | 31       | 7.º      |
| 2004         | TC2000                                      | AVS Motorsport               | 1        | 0         | 0     | 0  | 0      | Invitado | Invitado |
| 2005         | WTCC                                        | SEAT Sport                   | 19       | 1         | 1     | 0  | 1      | 33       | 11.º     |
| 2006         | WTCC                                        | SEAT Sport                   | 20       | 1         | 0     | 2  | 2      | 36       | 10.º     |
| 2007         | WTCC                                        | SEAT Sport                   | 22       | 1         | 0     | 1  | 3      | 55       | 10.º     |
| 2007         | International GT Open                       | SUNRED                       | 4        | 0         | 2     | ?  | 0      | ?        | ?        |
| 2007         | Campeonato de España de GT                  | SUNRED                       | ?        | ?         | ?     | ?  | ?      | 21       | 8.º      |
| 2008         | WTCC                                        | SEAT Sport                   | 24       | 1         | 1     | 0  | 4      | 56       | 8.º      |
| 2008         | Campeonato de España de GT                  | SUNRED                       | 2        | 0         | 0     | 0  | 1      | 10       | 14.º     |
| 2009         | WTCC                                        | SEAT Sport                   | 24       | 0         | 0     | 0  | 4      | 48       | 8.º      |
| 2009         | Campeonato de España de GT                  | SUNRED                       | 2        | 0         | 0     | 0  | 1      | 10       | 14.º     |
| 2010         | WTCC                                        | SR Sport                     | 18       | 0         | 0     | 2  | 1      | 61       | 12.º     |
| 2010         | International GT Open                       | Sunred                       | 4        | 0         | 0     | 0  | 0      | 0        | NC       |
| 2010         | Campeonato de España de GT - Super GT       | Sunred                       | 5        | 0         | ?     | ?  | 0      | 10       | 13.º     |
| 2011         | International GT Open                       | SUNRED                       | 10       | 0         | 0     | 0  | 0      | 0        | NC       |
| 2011         | 24 Horas de Barcelona - A3T                 | Move Racing by SUNRED        |          |           |       |    |        |          | 3.º      |
| 2011         | Copa Lada Granta                            | ?                            | 2        | 0         | 1     | ?  | 1      | Invitado | Invitado |
| 2012         | Campeonato Escandinavo de Turismos          | Volkswagen Team Biogas       | 16       | 0         | 1     | 1  | 2      | 147      | 7.º      |
| 2015         | TCR International Series                    | Team Craft-Bamboo Lukoil     | 22       | 3         | 1     | 1  | 10     | 285      | 3.º      |
| 2015         | Campeonato Italiano de Turismos - TCR       | SEAT Motorsport              | 4        | 1         | ?     | ?  | 4      | 65       | 2.º      |
| 2015         | Audi Sport TT Cup                           | ?                            | 2        | 0         | 0     | 0  | 0      | Invitado | Invitado |
| 2016         | TCR International Series                    | Liqui Moly Team Engstler     | 2        | 0         | 0     | 0  | 0      | 16       | 18.º     |
| 2016         | 24 Horas de Nürburgring - TCR               | Mathilda Racing — Pistenkids |          |           |       |    |        |          | 1.º      |
| 2017         | Campeonato Italiano de Turismos             | SEAT Motorsport              | 2        | 0         | 0     | 0  | 0      | 10       | 23.º     |
| 2018         | 24 Horas de Nürburgring - TCR               | Bas Koeten Racing            |          |           |       |    |        |          | 1.º      |
| 2018         | 24 Horas de Barcelona - TCR                 | CUPRA Racing by Monlau       |          |           |       |    |        |          | 1.º      |
| 2020         | CER - TCR                                   | RC2 Junior Team              | 1        | 0         | 0     | 0  | 1      | 48       | 14.º     |
| 2021         | WTCR                                        | Zengo Motorsport D.A.        | 14       | 0         | 0     | 0  | 0      | 10       | 19.º     |
| 2021         | Pure ETCR                                   | Zengo Motorsport D.A.        | 5        | 0         | -     | -  | 0      | 260      | 4.º      |
| 2022         | FIA ETCR                                    | CUPRA EKS RX                 | 6        | 0         | -     | -  | 1      | 218      | 9.º      |
| 2022         | CER - Clase 1                               | Monlau Competición           | 1        | 1         | ?     | ?  | 1      | no apto  | no apto  |
| Referencias: |                                             |                              |          |           |       |    |        |          |          |

## Resultados

### Fórmula 3000 Internacional
(Clave) (negrita indica pole position) (cursiva indica vuelta rápida)

| Año  | Escudería             | 1     | 2       | 3     | 4       | 5      | 6      | 7      | 8       | 9       | 10     | Pos. | Puntos |
| ---- | --------------------- | ----- | ------- | ----- | ------- | ------ | ------ | ------ | ------- | ------- | ------ | ---- | ------ |
| 1992 | Pacific Racing        | SIL 1 | PAU Ret | CAT 3 | PER Ret | HOC 5  | NÜR 8  | SPA 2  | ALB Ret | NOG 8   | MAG 10 | 5.º  | 21     |
| 1993 | Tom Walkinshaw Racing | DON   | SIL     | PAU   | PER Ret | HOC 8† | NÜR 10 | SPA 12 | MAG Ret | NOG Ret |        | NC   | 0      |
| 1994 | Nordic Racing         | SIL 9 | PAU 9   | CAT 4 | PER     | HOC    | SPA    | EST    | MAG     |         |        | 12.º | 3      |

### 24 Horas de Le Mans
| Año  | Escudería | Copilotos                                | Automóvil      | Clase  | Vueltas | Pos. | Pos. Clase |
| ---- | --------- | ---------------------------------------- | -------------- | ------ | ------- | ---- | ---------- |
| 2000 | ROC       | Jean-Christophe Boullion Jérôme Policand | Reynard 2KQ-LM | LMP675 | 72      | DNF  | DNF        |
| 2001 | ROC Auto  | Jean-Denis Délétraz Pascal Fabre         | Reynard 2KQ-LM | LMP675 | 284     | 5.º  | 1.º        |
| 2002 | ROC Auto  | Mark Smithson Peter Owen                 | Reynard 2KQ-LM | LMP675 | 126     | DNF  | DNF        |

### Turismo Competición 2000
| Año  | Equipo         | Auto            | 1  | 2   | 3   | 4   | 5  | 6   | 7  | 8   | 9   | 10  | 11 | 12 | 13  | 14  | Res. | Puntos |
| ---- | -------------- | --------------- | -- | --- | --- | --- | -- | --- | -- | --- | --- | --- | -- | -- | --- | --- | ---- | ------ |
| 2004 | AVS Motorsport | Volkswagen Polo | GR | VIE | SJU | PAR | SL | OBE | AG | CON | RC  | SRA | BB | BA | RAF | MDP | -    | -      |
| 2004 | AVS Motorsport | Volkswagen Polo |    |     |     |     |    |     |    |     | Ret |     |    |    |     |     | -    | -      |

### TCR Internacional Series
(Clave) (negrita indica pole position) (cursiva indica vuelta rápida)

| Año  | Equipo                   | Auto                        | 1   | 2   | 3   | 4   | 5   | 6   | 7   | 8   | 9   | 10  | 11    | 12    | 13  | 14  | 15     | 16     | 17  | 18  | 19  | 20  | 21  | 22  | Pos. | Pts. |
| ---- | ------------------------ | --------------------------- | --- | --- | --- | --- | --- | --- | --- | --- | --- | --- | ----- | ----- | --- | --- | ------ | ------ | --- | --- | --- | --- | --- | --- | ---- | ---- |
| 2015 |                          |                             | MYS | MYS | CHN | CHN | ESP | ESP | POR | POR | ITA | ITA | AUT I | AUT I | RUS | RUS | AUT II | AUT II | SGP | SGP | THA | THA | MAC | MAC | 3.º  | 285  |
| 2015 | Team Craft-Bamboo LUKOIL | SEAT León Racer             | 7   | 1   | 7   | 10  | 3   | Ret | 2   | 3   | 4   | 2   | 4     | 10    | 1   | 5   | 4      | 3      | 6   | 1   | 2   | 4   | 2   | Ret | 3.º  | 285  |
| 2016 |                          |                             | BHR | BHR | POR | POR | BEL | BEL | ITA | ITA | AUT | AUT | ALE   | ALE   | RUS | RUS | THA    | THA    | SGP | SGP | MYS | MYS | MAC | MAC | 18.º | 16   |
| 2016 | Liqui Moly Team Engstler | Volkswagen Golf GTI TCR SEQ |     |     |     |     |     |     | 6   | 6   |     |     |       |       |     |     |        |        |     |     |     |     |     |     | 18.º | 16   |

### Copa Mundial de Turismos
| Año  | Equipo                            | Auto                       | 1   | 2   | 3   | 4   | 5   | 6   | 7   | 8   | 9   | 10  | 11  | 12  | 13  | 14  | 15  | 16  | Pos. | Pts. |
| ---- | --------------------------------- | -------------------------- | --- | --- | --- | --- | --- | --- | --- | --- | --- | --- | --- | --- | --- | --- | --- | --- | ---- | ---- |
| 2021 |                                   |                            | ALE | ALE | POR | POR | ESP | ESP | HUN | HUN | CZE | CZE | FRA | FRA | ITA | ITA | RUS | RUS | 19°  | 10   |
| 2021 | Zengő Motorsport Drivers’ Academy | Cupra León Competición TCR | 18  | Ret | 14  | 15  | 14  | Ret | 16  | 17  | DNS | DNS | Ret | 18  | 20  | 17  | 15  | 12  | 19°  | 10   |